# Condado de Warren (Nueva Jersey)
El condado de Warren (en inglés, Warren County), fundado en 1824,  es un condado del estado de Nueva Jersey, Estados Unidos. Según el censo de 2020, tiene una población de 109 632 habitantes.
La sede del condado es Belvidere.

## Geografía
Según la Oficina del Censo, el condado tiene un área total de 939,2 km², de la cual 923,4 km² son tierra y 15,8 km² son agua.

### Condados adyacentes
- Condado de Sussex (Nueva Jersey) - noreste
- Condado de Morris (Nueva Jersey) - este
- Condado de Bucks (Pensilvania) - sur
- Condado de Hunterdon (Nueva Jersey) - sur
- Condado de Northampton (Pensilvania) - oeste
- Condado de Monroe (Pensilvania) - noroeste

## Demografía
Según el censo de 2020, hay 109 632 personas, 42 397 hogares y 21 999 familias en el condado. La densidad de población es de 118.7 hab./km². Hay 46 457 viviendas, con una densidad media de 50 viviendas/km². El 79.24% de los habitantes son blancos, el 5.38% son afroamericanos, el 0.20% son amerindios, el 2.68% son asiáticos, el 0.03% son isleños del Pacífico, el 4.15% son de otras razas y el 8.32% son de una mezcla de razas. El 11.15% de la población son hispanos o latinos de cualquier raza.
En 2007 los ingresos promedio de los hogares del condado eran de $56,100 y los ingresos promedio de las familias eran de $66,223. En 2000 los hombres tenían ingresos per cápita de $47,331 versus $31,790 para las mujeres. Los ingresos per cápita para el condado eran de $25,728. El 5.40% de la población estaba bajo el umbral de pobreza nacional.
Según la estimación 2015-2019 de la Oficina del Censo, los ingresos promedio de los hogares del condado son de $84,479 y los ingresos promedio de las familias son de $100,654. Los ingresos per cápita en los últimos doce meses, medidos en dólares de 2019, son de $39,802.  El 6.8% de la población está bajo el umbral de pobreza nacional.

## Subdivisiones administrativas

### Boroughs
Alpha |
Washington

### Pueblos
Belvidere |
Hackettstown |
Phillipsburg

### Municipios
Allamuchy |
Blairstown |
Franklin |
Frelinghuysen |
Greenwich |
Hardwick |
Harmony |
Hope |
Independence |
Knowlton |
Liberty |
Lopatcong |
Mansfield |
Oxford |
Pahaquarry (disuelto) |
Pohatcong |
Washington |
White

## Localidades

### Lugares designados por el censo
Anderson |
Asbury |
Allamuchy |
Beattystown |
Brainards |
Brass Castle |
Bridgeville |
Broadway |
Buttzville |
Columbia |
Delaware |
Delaware Park |
Finesville |
Johnsonburg |
Green Knoll |
Great Meadows |
Hope |
Hutchinson |
Lopatcong Overlook |
Marksboro |
Mount Hermon |
Mountain Lake |
New Village |
Oxford |
Panther Valley |
Port Colden |
Port Murray |
Silver Lake |
Stewartsville |
Upper Pohatcong |
Upper Stewartsville |
Vienna